# الخاندرو زامبرانو
الخاندرو زامبرانو (انگلیسی: Alejandro Zambrano؛ زادهٔ ۴ اوت ۱۹۹۱) بازیکن فوتبال اهل اسپانیا است.
از باشگاه‌هایی که در آن بازی کرده‌است می‌توان به باشگاه فوتبال رکریتیوو اوئلوا اشاره کرد.